# Leptodermatopteryx tenuis
Leptodermatopteryx tenuis is een schietmot uit de familie Odontoceridae. De soort komt voor in het Afrotropisch gebied.